# أديبة روميرو
أديبة روميرو سانشيرز (بالإسبانية: Ada Romero Sánchez)‏ (1984 -) باحثة وأكاديمية وكاتبة إسبانية، في تاريخ الأندلس.

## نشأتها وحياتها
ولدت أديبة أنطوينو عبد الصمد روميرو سانشيز في مدينة غرناطة الإسبانية، حيث أشهر والديها إسلامها، بعد عامين من ولادتها، والتي وصفتها بـ«كانت قصة إسلام جميلة ولها علاقة جدًا بالمغرب»، وتنحدر من جذور موريسكية، سافرت وهي في الخامسة من عمرها إلى السعودية، برفقة عائلتها بعد اعتناقهم للإسلام بسنة واحدة، عاشت عشر سنوات من عمرها في مكة المكرمة، وترعرعت هناك.
درست أديبة في مدارس البنات بمكة، وذكرت إن عودتها إلى إسبانيا قادمة من المملكة العربية السعودية، منحتها أفقاً واسعاً لمعرفة نظرة كلتا الحضارتين الإسلامية والغربية إلى الأخرى.
تخرجت أديبة روميرو سانشيز من جامعة غرناطة بعد الحصول علي الدراسات الشرقية وفقه اللغة العربية سنة 2003، في تخصص التاريخ الأندلسي، تخصصت كذلك في علم الحفريات العربية وعلم المخطوطات العربية، وأكملت دورة متخصصة للدراسات العليا في حفظ المخطوطات العربية من جامعة غرناطة سنة 2007.
حصلت على درجة الماجستير في الثقافتين العبرية والعربية في دارسة ( الأندلس والمعاصرة، العالم العربي) سنة 2019، وهي مسجلة حاليًا في برنامج الدكتوراه في اللغة والنصوص والسياقات في جامعة غرناطة. منذ سنة 2003، عملت في مسح مجموعات المخطوطات المختلفة حول العالم، مثل (Fondo Kati) في تمبكتو، والمجموعات الخاصة الهامة المعرضة للخطر في غرب إفريقيا، وإسبانيا.
قامت بتأليف أول كتاب عن أرشيف المخطوطات الأندلسية لعائلة كاتي في تمبكتو بدولة مالي سنة 2006، كما كتبت وشاركت في تأليف كتب أخرى تتعلق بالعالم العربي والإسلامي.
قامت بترجمة العديد من المقالات للمجلس الوطني للبحوث الإسبانية، وتتعاون مع مؤسسات حكومية إسبانية مختلفة مثل وزارة التعليم والهجرة، من أجل الاندماج الاجتماعي للمجتمعات الإسلامية في إسبانيا.
عملت كمديرة لمؤسسة المكنز الإسلامي ومشروع مخطوطات دار الكتب في القاهرة منذ عام 2008، ركز هذا المشروع التعاوني على حماية مجموعة ما يقرب من 60 ألف مخطوطة إسلامية في دار الكتب المصرية، وهي أكبر مجموعة في العالم العربي، وخلال عملها في القاهرة، لعبت دورًا مهمًا في إدراج القرآن المملوكي، مجموعة المخطوطات بمكتبة مصر الوطنية مسجلة في سجل ذاكرة العالم باليونسكو، قبول الترشيح في عام 2013، وتضم مجموعة القرآن الكريم بمكتبة مصر الوطنية (دار الكتب المصرية) مجموعة فريدة من نوعها وبالغة الأهمية من المخطوطات والتجليدات من العصر المملوكي (1250هـ-1516م). وفي الفترة من 2017 إلى 2020.
عملت كذلك في مكتبة قطر الوطنية، حيث كانت مسؤولة عن المجموعات والمعارض الخاصة، له دورًا رائدًا في المعرض الدائم لمجموعة التراث في المكتبة، بما في ذلك العمل على المفهوم والتخطيط، واختيار العناصر وتنظيمها، وكتابة النصوص وتحريرها، والتصميم المرئي والتركيب. طوال حياتها المهنية، قدمت أعمالها العديد من المحاضرات العامة والخاصة حول أهمية الحفاظ على التراث العالمي والعناية به والترويج له بشكل عام وتراث العالم الإسلامي بشكل خاص. تم تقديم هذه المحاضرات باللغات العربية الفصحى والإسبانية والإنجليزية لمجموعة واسعة من الجماهير، بدءًا من المؤتمرات الملكية الرسمية على مستوى الدولة وحتى التجمعات غير الرسمية للأفراد المهتمين.

## مسيرتها
قامت بتدريس للطالبات في الفصول الصيفية بجامعة دار الحكمة بمدينة جدة غرب السعودية. تفتخر بأنها مسلمة أندلسية وتقول: إنها متصالحة مع كونها مواطنة إسبانية ومسلمة. ترى أديبة أن: «الفترة المبكرة من تاريخ المسلمين في الأندلس لا تزال مجهولة، وإن الباحثين حتى اليوم ينقبون عن وثائق تعود إلى المئة عام الأولى التي شهدت بواكير الفتح الإسلامي لشبه جزيرة أيبيريا».
من أفكارها ردها على حديث يدور حول وجود مخطوطات إسلامية انتقلت مع المسلمين المهاجرون إلى أمريكا الجنوبية، تقول روميرو إن وثائق كشف عنها مؤخرا تؤكد أن بعضا من أوائل المبشرين المسيحيين الذين شاركوا في الحملات الأولى لاكتشاف أمريكا الجنوبية كانوا مسلمين في الباطن، وأن الكنيسة كانت قلقة من انتشار الإسلام بين الهنود الحمر، وهو ما أكدته الكشوفات الأخيرة عن قرى بكاملها تعود إلى تلك الفترة كانت مقابرها موجهة إلى القبلة.

## وصلات خارجية
- المقطع الأول من لقائها على يوتيوب مع تركي الدخيل على قناة العربية
- المقطع الثاني من لقائها على يوتيوب مع تركي الدخيل على قناة العربية